# Gregor Edmunds
Gregor Edmunds (ur. 1977) – szkocki zawodnik Highland games i strongman.
Wicemistrz Wielkiej Brytanii Strongman w latach 2002 i 2003.

## Życiorys
Gregor Edmunds jest synem Douglasa Edmundsa, założyciela federacji siłaczy IFSA. Związany był z Heini Koivuniemi, fińską zawodniczką strongwoman i przez 3 lata mieszkał w Finlandii.
Wymiary:
- wzrost 194 cm
- waga 120 - 140 kg

## Osiągnięcia strongman
- 2002
  - 1. miejsce - Mistrzostwa Szkocji Strongman
  - 2. miejsce - Mistrzostwa Wielkiej Brytanii Strongman
  - 8. miejsce - Mistrzostwa Świata Strongman 2002
  - 12. miejsce - Super Seria 2002: Sztokholm
- 2003
  - 3. miejsce - Mistrzostwa Szkocji Strongman
  - 2. miejsce - Mistrzostwa Wielkiej Brytanii Strongman